# Tangerine Dream
A Tangerine Dream az elektronikus zene egyik legismertebb (és egyik legrégebbi ma is működő) képviselője, annak egyik előfutárának is tekinthető. A német csapatot 1967-ben Edgar Froese alapította Nyugat-Berlinben. A gyakori tagcseréknek köszönhetően tagjai voltak olyan neves zenészek, mint például Klaus Schulze, Christopher Franke, Peter Baumann és Johannes Schmoelling.
Zenéjük – amely az elektronikus zene szinte minden irányzatára hatott az ambienttől kezdve a tánczenékig – kezdettől fogva (bár rockzenekarként indultak) az experimentális zene és az elektronikus eszközök összeházasítására épült, jóval elvontabb és kevésbé populáris jellegű volt, mint a nyolcvanas évek elejének űr-zenéje és a kilencvenes évek elektro hulláma, vagy akár maga az ambient műfaj egésze, amelynek létrehozásában részük volt. A hetvenes évek végétől azonban nyitottabbá váltak az olyan populárisabb zenei áramlatok felé, mint a filmzenekészítés, vagy a new age.
2015. január 20-án Bécsben Edgar Froese hirtelen meghalt tüdőembólia miatt. 2015. április 6-án a csoport megmaradt tagjai (Quaeschning, Schnauss és Yamane) és Bianca Acquaye (Froese özvegye) ígéretet tettek arra, hogy folytatják a közös munkát annak érdekében, hogy teljesítsék Froese-nak a csoportra vonatkozó elképzeléseit. Jerome Froese (Edgar Froese fia) volt tag azonban Facebook-idősorában bejelentette, hogy véleménye szerint a Tangerine Dream nem létezik apja nélkül.
A Tangerine Dream először Froese halálát követően, 2016. június 9-én játszott Szczecinben, Lengyelországban.
2017. szeptember 29-én a Tangerine Dream kiadta új stúdióalbumát Quantum Gate címmel, amely az együttes alapításának 50. évfordulóját ünnepli. Az album Edgar Froese alapító ötletein és zenei vázlatain alapul, és a zenekar megmaradt tagjai készítették el.
2020. január 31-én a Tangerine Dream 2019. decemberi albumát, a Kscope-on keresztül világszerte kiadta a Recurring Dreams albumot, a zenekar néhány klasszikus műsorának új felvételét tartalmazó, 11 számot tartalmazó gyűjteményét. Ez egybeesett a Tangerine Dream: Zeitraffer kiállítással, amelyet 2020. január 17-én nyitottak meg a londoni Barbicanban. 2020. június 9-én Paul Frick lett az első tag, aki csatlakozott a csoporthoz Edgar halála után (valamint az első olyan tag, aki még soha nem találkozott személyesen Edgarral), miután az előző két évben vendégszerepelt. A csoport jelenleg egy négydarabos új albumon dolgozik, amelyet 2021-ben adnak ki a Kscope-on keresztül.

## Magyarországi vonatkozása
A Choronzon című dala (az 1981-es Exit c. lemezről) éveken keresztül a Magyar Televízió Panoráma című műsorának bevezető főcímdala volt. Jelenleg is ennek a számnak az áthangszerelt változata a műsor főcímzenéje. Ugyanerről a lemezről a Remote Viewing pedig a Hírháttér című műsoré volt. Az Optical Race című szám a 90-es évek második felétől a Szeszélyes évszakok főcímzenéje volt egészen 2004-ig.

## Diszkográfia
A Tangerine Dream több mint száz albumot jelentetett meg az elmúlt közel 40 év alatt, nem számítva a különböző nem hivatalos kiadásokat, koncert-felvételeket, válogatásokat, kislemezeket.

### Stúdió- és koncertalbumok
- Electronic Meditation (1970)
- Alpha Centauri (1971)
- Zeit (1972)
- Atem (1973)
- Phaedra (1974)
- Rubycon (1975)
- Ricochet (Live) (1975)
- Stratosfear (1976)
- Encore (Live) (1977)
- Cyclone (1978)
- Force Majeure (1979)
- Tangram (1980)
- Exit (1981)
- White Eagle (1982)
- Logos (Live) (1982)
- Hyperborea (1983)
- Poland (Live) (1984)
- Le Parc (1985)
- Green Desert (1973/1986)
- Underwater Sunlight (1986)
- Tyger (1987)
- Live Miles (Live) (1988)
- Optical Race (1988)
- Lily On the Beach (1989)
- Melrose (1990)
- Canyon Dreams (1991)
- Rockoon (1992)
- Quinoa (1992)
- 220 Volt Live (1993)
- Turn of the Tides (1994)
- Tyranny of Beauty (1995)
- Dream Mixes 1 (1995)
- Goblins Club (1996)
- Ambient Monkeys (1997)
- Timesquare (Dream Mixes 2) (1998)
- Valentine Wheels (1999)
- Mars Polaris (1999)
- Great Wall of China (2000)
- The Seven Letters from Tibet (2000)
- Antique Dreams (2000)
- I Box (2001)
- Dream Mixes 3 (2001)
- Inferno (Dante Alighieri La Divina Commedia Part 1) (2002)
- Dream Mixes 4 (2004)
- Purgatorio (Dante Alighieri La Divina Commedia Part 2)(2004)
- Kyoto (Edgar Froese & Johannes Schmoelling) (1983/2005)
- Jeanne D'Arc (2005)
- Phaedra 2005 (2005)
- Blue Dawn (Edgar Froese & Ralf Wadephul) (1988/2006)
- Paradiso (Dante Alighieri La Divina Commedia Part 3)(2006)
- Island of the Fay (2011)
- The Gate of Saturn (2011)
- The Angel of the West Window (2011)
- Mona da Vinci (2011)
- Finnegans Wake (2011)
- Machu Picchu (2012)
- Cruise to Destiny (2013)
- Franz Kafka — The Castle (2013)
- Chandra – The Phantom Ferry Part II (2014)
- Josephine The Mouse Singer': (2014)
- Mala Kunia (2014)
- Zero Gravity (2015)
- Quantum Key (2015)
- Particles (2016)
- Light Flux (2017)
- Quantum Gate (2017)
- Recurring Dreams (2019)
- Probe 6–8 (2021)
- Raum (2022)

### Filmzenék
- Sorcerer (1977)
- Thief (1981)
- The Soldier (1982)
- Das Mädchen auf der Treppe (1982)
- Wavelength (1983)
- Risky Business (1983)
- The Keep (1983/1997)
- Firestarter (1984)
- Flashpoint (1984)
- The Park is Mine (1984/1991)
- Heartbreakers (1985)
- Legend (1986)
- Three O'Clock High (1987)
- Near Dark (1987)
- Shy People (1987)
- Deadly Care (1987/1992)
- Miracle Mile (1989)
- Destination Berlin (1989)
- Catch Me… If You Can (1989/1994)
- Oasis (1996)
- Transsiberia (1998)
- What a Blast (1999)
- The Great Wall of China (2000)
- Mota Atma (2003)

### Lásd még
- Berlini iskola

### Külső hivatkozások
- Hivatalos weboldal
- Kent Eskildsen: 30 years of dreaming, 1999. (Hozzáférés: 2012. október 6.) - TD történelem.
- First British tour (blog). [2012. január 18-i dátummal az eredetiből archiválva].
- Biography. Allmusic
- Tangerine Dream review – despite loss of leader, the Dream continues. The Guardian, 2018. április 24.